# Baruh (knjiga)
Baruh ili Knjiga Baruhova je jedna od knjiga Biblije i Staroga zavjeta. Pripada u deuterokanonske knjige. Biblijska kratica knjige je Bar. 
Baruh je jedna od deuterokanonskih knjiga, koje kao sastavni dio Staroga zavjeta priznaju katolici i pravoslavni. Ne nalazi se u Hebrejskoj Bibliji, ali se nalazi u prvim prijevodima Biblije na latinski (Vulgata) i grčki jezik (Septuaginta), svrstana u proročke knjige. Knjiga je pripisana Baruhu, prijatelju i tajniku proroka Jeremije (Jr 36,4; 45.1). On je sin Nerijin iz ugledne obitelji. Njegov brat službovao je kod židovskog kralja Zedekije. Baruh je od 605. pr. Kr., stalni pratitelj proroka Jeremije. Pisao je u njegovo ime i prenosio poruke. Spominje se više puta u Jeremijinoj knjizi. Živio je u Babilonu nakon progona Židova. Knjiga se sastoji od 5 poglavlja, a ponekad se Pismo Jeremije proroka pripisuje kao 6. poglavlje. Teme knjige su priznanje grijeha, molitva Bogu za milosrđe, razmišljanja o Mudrosti, ohrabrivanje židovskih prognanika u Babilonu. U Novom zavjetu ima nekoliko poveznica s ovom knjigom. u Rimokatoličkoj Crkvi odlomak iz Baruhove knjige (Bar 3,9-38) čita se na Veliku subotu. Crkveni oci poput sv. Tome Akvinskog i sv. Klementa Aleksandrijskog citirali su ovu knjigu u svojim djelima.